# Värmdö kyrka
Värmdö kyrka är en kyrkobyggnad på Värmdölandet i Stockholms stift. Den är församlingskyrka i Värmdö församling. Kyrkan ligger på nordöstra delen av Värmdölandet i Värmdö kommun i Stockholms skärgård. 

## Kyrkobyggnaden
Stenkyrkan från 1300-talet var ursprungligen helgad åt S:t Olof. Det topografiska läget, längs en numera, på grund av landhöjningen,  uppgrundad farled ( från skärgården in till Stockholm) i en bygd från vikingatiden med gårdsgravfält och förkristna ortnamn. 
Socknen omnämns i urkunderna tidigast 1314, kyrkan 1322. Biskopsvisitation hölls 1339. Den första kyrkan var troligen en träbyggnad som ersattes av den nuvarande stenbyggnadens första version omkring 1300-talets mitt. Bakom bygget och sockenetableringen låg sannolikt adelsfamiljen Fleming på Norrnäs, ett gods som behöll patronatsrätt till 1922.
Kyrkan har utvidgats flera gånger och kallas ibland "Skärgårdens katedral". Tillbyggen har skett bl.a. under 1400-talet och 1600-talet då sidokapellen togs i bruk som gravkor; det norra för ätten Bagge i Boo och Siggesta samt Olof Bure av Bureätten med familj, det södra för ätten Fleming. Kyrkan är byggd på lerjord och fick med tiden problem med stabiliteten. Följden har blivit en mycket märklig planform där långhusets längdriktning är svår att urskilja. Tre stora strävpelare (två i valvform, en massiv) hindrar den södra gaveln från att kalva ut och kollapsa. Invid kyrkans sydvästra hörn finns ett av de få bevarade benhusen i Sverige. 
Liksom de flesta medeltida kyrkor som byggts i enlighet med instruktionerna i Upplandslagens kyrkobalk (1296) saknar Värmdö kyrka torn. Istället finns en klockstapel, färdigbyggd 1809, vid sidan om kyrkan. Det är den tredje klockstapeln på samma plats.
Kortfilmen Julotta från 1937 spelades in i kyrkan.

## Inventarier
Triumfkrucifixet från tidiga 1300-talet skaffades troligen redan till den första träkyrkan. Det praktfulla altarskåpet från 1480 tillskrivs tyska bildhuggare och målningarna Bernt Notkes verkstad. Till höger om högkoret ser man kyrkans skyddspatron, helgonkungen S:t Olof, i ett skåp gjort 1514 av Lars snickare. Kyrkan har också en stående Birgittaskulptur från 1520 av Immaculatamästaren och en "Anna själv tredje"-skulptur föreställande S:ta Anna (Jesu mormor) med Maria (Jesu mor) sittande på sitt ena knä. På det andra har Jesusbarnet suttit men han har försvunnit. I kyrkan finns även en Bartolomeus-skulptur från 1400-talet. Den rikt skulpterade predikstolen från 1658 (skänkt av Göran Fleming) tillskrivs lübeckaren Hans Hebel.

## Orgel
- 1660 får kyrkan ett positiv med 5 stämmor. Den har gått med walsar och finns ännu år 1773 kvar i kyrkan.
- En orgel byggdes 1763-1765 av Jacob Westervik, Stockholm med 9 stämmor. Den kostade 7000 daler.[2] Den såldes 1860 till Djurö kyrka.
- Den nuvarande orgeln byggdes 1860 av Johan Niklas Söderling, Göteborg och är en mekanisk orgel. Orgeln hade från början 18 stämmor. Den byggdes om 1945 av Åkerman & Lund, Sundbybergs stad och då togs manual II bort och byttes ut med en ny manual II och III. Orgeln fick då 31 stämmor. Orgeln renoverades och ombyggdes 1975 av Åkerman & Lund Orgelbyggeri AB, Knivsta. Orgeln är en av få Söderlingorglar som finns kvar i landet.

| Huvudverk I             | Öververk II       | Pedal      | Koppel |
| Principal 16' (från c1) | Vox retusa        | Subbas 16´ | I/P    |
| Borduna 16'             | Gedackt 8'        | Subbas 16' | II/P   |
| Principal 8'            | Fugara 8'         | Violon 8'  | II/I   |
| Basetthorn 8'           | Voix celeste 8'   | Octava 4'  |        |
| Dubbelflöjt 8'          | Principal 4'      | Basun 16'  |        |
| Octava 4'               | Flauto 4'         |            |        |
| Qvinta 3'               | Octavfleut 2'     |            |        |
| Octava 2'               | Cornett III       |            |        |
| Trumpet 8'              | Scharff III       |            |        |
|                         | Fagott Oboe 8'    |            |        |
|                         | Tremulant         |            |        |
|                         | Crescendosvällare |            |        |

### Kororgel
1975 byggde Åkerman & Lund Orgelbyggeri AB, Knivsta en mekanisk kororgel.
| Manual |
| 8'     |
| 4'     |
| 2'     |

### Diskografi
Inspelningar av musik framförd på kyrkans orglar.
- Vox dominica / Olsson, Otto ; Arnér, Gotthard, orgel. LP. Proprius PROP 7781. 1977.
- Maestro! : Gotthard Arnér spelar på äldre orglar i Sverige och Finland. CD. Proprius PRCD 9090. 1993. Tidigare utgivet 1973-1981.

### Fotnoter
1. ↑  ”Julotta (1937)”. Svensk Filmdatabas. 13 mars 1937. Arkiverad från originalet den 8 december 2015. https://web.archive.org/web/20151208054309/http://www.sfi.se/sv/svensk-filmdatabas/Item/?itemid=13695&type=MOVIE&iv=RecordingPlace&ref=%2Ftemplates%2FSwedishFilmSearchResult.aspx%3Fid%3D1225%26epslanguage%3Dsv%26searchword%3DJulotta%26type%3DMovieTitle%26match%3DBegin%26page%3D1%26prom%3DFalse. Läst 30 november 2015.
2. ↑  Abrahamsson Hülpers, Abraham (1773). Historisk Afhandling om Musik och Instrumenter särdeles om Orgwerks Inrättningen i Allmänhet jemte Kort Beskrifning öfwer Orgwerken i Swerige. Västerås: Johan Laurentius Horrn. sid. 252-253. Libris 2413220